# Воїни (фільм)
«Воїни» (англ. The Warriors) — американський бойовик 1979 року.

## Сюжет
Зграя під назвою «Воїни» з Коні-Айленда відправляється на грандіозну сходку вуличних банд в Бронксі. На сходці якісь покидьки вбивають шановного міського «авторитета» Сайруса і звалюють провину на «Воїнів». Тепер проти них підіймаються всі банди Нью-Йорка. У «Воїнів» є лише одна ніч для того, щоб прорватися додому і відстояти своє чесне ім'я.

## У ролях
- Майкл Бек — Сван
- Дорсі Райт — Клеон
- Брайан Тайлер — Сноу
- Девід Харріс — Кочайз
- Том МакКіттерік — Ковбой
- Джеймс Ремар — Аякс
- Марселіно Санчес — Рембрандт
- Террі Мікос — Вермін
- Дебора Ван Валкенберг — Мерсі
- Роджер Хілл — Кірус
- Девід Патрік Келлі — Лютер
- Лінн Тігпен — Ді Джей
- Джинні Ортіз — дівчина у крамниці
- Мерседес Рул — жінка-поліцейський
- Джон Снайдер — людина на заправці
- Едвард Сьюер — Масай

Prom Couple
- Гвінн Пресс
- Джоді Прайс
- Джеффрі Скотт
- Карл Браун

Gramercy Riff
- Рон Феррелл
- Фернандо Кастілло
- Хьюберт Едвардс
- Ларрі Сірс
- Майк Джеймс
- Грегорі Клегхорн
- Джордж Лі Майлз
- Джералд Дж. Френсіс
- Бенні Хардінг
- Едді Пратер
- Кенні Стоктон

Rogue
- Джоель Вайсс
- Харольд Міллер
- Ден Боннел
- Ден Баттлс
- Том Джараш
- Майкл Гарфілд
- Кріс Харлі
- Марк Балтазар

Turnbull A.C
- Дж.В. Сміт
- Кел Сейнт Джон
- Джо Зіммарді
- Карротт
- Вільям Ф. Вільямс
- Марвін Фостер
- Джонні Барнс
- Кен Трет
- Майкл Джеффрі

Orphan
- Пол Греко
- Апач Рамос
- Тоні Майкл Панн
- Ніл Голд
- Джеймс Марголін
- Чак Мейсон
- Енді Енджел
- Йен Коен
- Чарльз Серрано
- Чарльз Дулан

Baseball Fury
- Джеррі Хьюіт
- Роб Райдер
- Стівен Чемберс
- Річард Чиотті
- Тоні Летем
- Джин Бікнелл
- Т.Дж. МакНамара
- Стів Джеймс
- Лені Руофф
- Гаррі Медсен
- Білл Анагнос
- Джон Гібсон

Lizzie
- Ліза Морер
- Кейт Клагман
- Ванда Велез
- Ді Ді Бенрей
- Джордан Кей Харрелл
- Донна Річі
- Доран Кларк
- Петті Браун
- Іріс Алханті
- Вікторія Вандерклут
- Лаура Делано
- Хайді Лінч

Punk
- Крейг Р. Бекслі
- А.Дж. Бакунас
- Гарі Бекслі
- Конрад Шіен
- Едді Ерл Хетч
- Томмі Дж. Хафф
- Леон Делані

поліція
- Ірвін Кієс
- Ларрі Сільвестрі
- Сонні Лендем
- Френк Феррара
- Пет Фленнері
- Лео Сіані
- Чарльз МакКарті
- Тоні Кларк
- Віктор Маньотта
- Денніс Грегорі

в титрах не вказані
- Памела Пуатье — Лінкольн — дівчина Клеон
- Річард Ельман — нацист
- Джозеф Бергманн — Baseball Fury
- Брайан Колбат — нацист
- Гарольд Юркевич — Orphan
- Антон Паган — ватажок банди на сходах метро
- Фрезіер Прінц — член банди
- Чарльз Сільверн
- Роберт Таунзенд — Baseball Fury
- Томас Дж. Вейтс — Фокс
- Альберт Завуров — хлопець в парку
- Чарльз Цукер — солом'яний капелюшок